# Discografia de Mariana Valadão
A discografia de Mariana Valadão compreende 4 álbuns em estúdio, 1 álbum ao vivo e 1 DVD, em 17 anos de carreira de solo. Seu primeiro álbum lançado em 2008, trouxe participações especiais de seus irmãos e rendeu-lhe vitórias no Troféu Talento de 2009. Ao todo Mariana já recebeu dois discos de Ouro e três discos de Platina.

## Álbuns de Estúdio
| Ano  | Álbum                                                                          | Vendas    | Certificações |
| ---- | ------------------------------------------------------------------------------ | --------- | ------------- |
| 2008 | Mariana Valadão - Lançamento: 2008 - Gravadora: Graça Music - Formatos: CD     | - 150.000 | - Ouro        |
| 2009 | De Todo Meu Coração - Lançamento: 2009 - Gravadora: Graça Music - Formatos: CD | - 200.000 | - Platina     |
| 2013 | Santo - Lançamento: 2013 - Gravadora: Sony Music - Formatos: CD                | - 80.000  | - Ouro        |
| 2015 | Canções para Ninar - Lançamento: 2015 - Gravadora: Sony Music - Formatos: CD   | - 11.500  |               |

## Álbuns Ao Vivo
| Ano  | Álbum                                                                  | Vendas    | Certificações |
| ---- | ---------------------------------------------------------------------- | --------- | ------------- |
| 2011 | Vai Brilhar - Lançamento: 2011 - Gravadora: Graça Music - Formatos: CD | - 100.000 | - Platina     |

## Álbuns de Vídeo
| Ano  | Álbum                                                                  | Vendas   | Certificações |
| ---- | ---------------------------------------------------------------------- | -------- | ------------- |
| 2011 | Vai Brilhar - Lançamento: 2011 - Gravadora: Graça Music - Formatos: CD | - 60.000 | - Platina     |